# Baudinella baudinensis
Baudinella baudinensis är en snäckart som först beskrevs av Smith 1893.  Baudinella baudinensis ingår i släktet Baudinella och familjen Camaenidae. IUCN kategoriserar arten globalt som nära hotad. Inga underarter finns listade i Catalogue of Life.